# Obroatis nigriscripta
Obroatis nigriscripta är en fjärilsart som beskrevs av Paul Dognin 1912. Obroatis nigriscripta ingår i släktet Obroatis och familjen nattflyn. Inga underarter finns listade i Catalogue of Life.